# 氰基吲哚洛尔
氰基吲哚洛尔是一种含氮有机化合物，分子式C
16H
21N
3O
2，属于吲哚洛尔类似物，可作为5-HT1A受体的受体拮抗剂，其衍生物有常作为同位素标记物碘氰吲哚洛尔等。